# Minds
Minds è un servizio di social network open source, con sede a New York.

## Storia
Minds è stato fondato da Bill Ottman, John Ottman e Mark Harding nel 2012, e reso pubblico nel giugno del 2015.
Il servizio è in via di sviluppo da parte di Minds. Inc.

## Caratteristiche

### Supporto
Minds è supportato sia su dispositivi desktop che su dispositivi mobili. Un'applicazione mobile di Minds mobile è disponibile per iOS e Android.

### Multimedia
Minds consente di condividere foto e video. Include i formati video in qualità 360p e 720p che usano HTML5 video e H.264/MPEG-4 AVC.

### Sicurezza
La rete sociale Minds comprende una completa crittografia end-to-end e la messaggistica di chat crittografata asimmetricamente con password private.

### Sistema di ricompense
Minds ricompensa il contenuto e l'impegno (voti, riferimenti e commenti) con punti che gli utenti possono poi spendere per "potenziare" i post.
Gli utenti possono anche acquistare punti con PayPal e con la crittografia Bitcoin, che vengono aggiunti al portafoglio digitale di Minds.

### Sistema di voto e swiping
Con Minds, gli utenti possono votare i contenuti usando le swipe gestures, come avviene nell'app Tinder.

### Geofiltering
Minds permette ai suoi utenti di scoprire persone e marche con geofiltrazione per la rete locale e globale.

### Minds.org
Minds.org è il portale della comunità per sviluppo e documentazione di Minds e delle sue componenti, inclusi Apache Cassandra, Neo4j, Apache Cordova, AngularJS, PHP, Nginx e Elasticsearch.

## Modello di business
Minds monetizza attraverso il proprio sistema di acquisti di punti e servizi white-label, che consentono alle imprese di creare un proprio social network basato sulla piattaforma Minds.

## Sponsor
Anche alementi hacktivisti del collettivo globale Anonymous hanno appoggiato Minds con un supporto, approvando la base del suo fondamento, cioè la ricerca della trasparenza e della privacy.